# Schloss Fürfeld

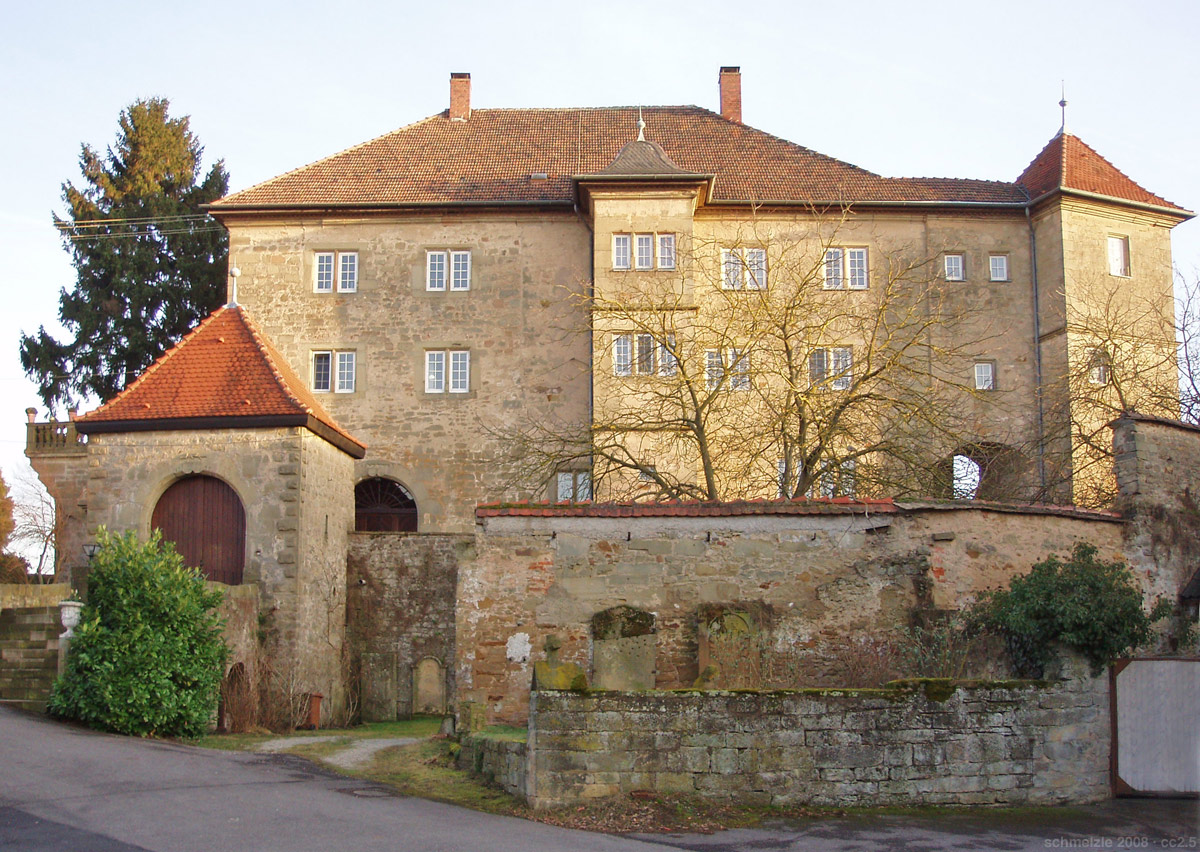
Schloss Fürfeld

Schloss Fürfeld in Fürfeld, einem Stadtteil von Bad Rappenau im Landkreis Heilbronn im nördlichen Baden-Württemberg, geht auf eine mittelalterliche Burg zurück und erhielt seine heutige Gestalt im Wesentlichen im 16. und frühen 18. Jahrhundert.

## Geschichte
In der bisher ältesten bekannten Erwähnung von Fürfeld, dem Visitationsbericht des Burkhard von Hall aus dem Jahr 1288, wird lediglich ein Hof in Fürfeld erwähnt. Gleichwohl mag damals bereits eine Burg dort bestanden haben. Spätestens 1380 wird der Ort als Stadt mit Burg bezeichnet. Die Anlage von Stadt und Burg geht vermutlich auf die Zeit der Stauferkaiser im 12. und 13. Jahrhundert zurück. Die ältesten Ortsherren und Besitzer der Burg sind die 1302 erstmals urkundlich belegten Herren von Fürfeld, die wappengleich und daher vermutlich stammverwandt mit den Herren von Neipperg waren. Die ältesten Teile des Schlosses, vor allem der Unterbau des Terrassenbaus auf der Südseite, weisen die für das 12. und 13. Jahrhundert charakteristischen Buckelquader auf.
Die Herren von Helmstatt, die ab 1427 vom Bistum Worms mit Burg und Stadt belehnt waren, bauten die Burg weiter aus. Das Kreuzgewölbe des Turms an der Ostseite des Schlosses zeigt die vier Wappen der Familien von Helmstatt, von Guttenberg, von Zaiskam und von Holtzapfel.

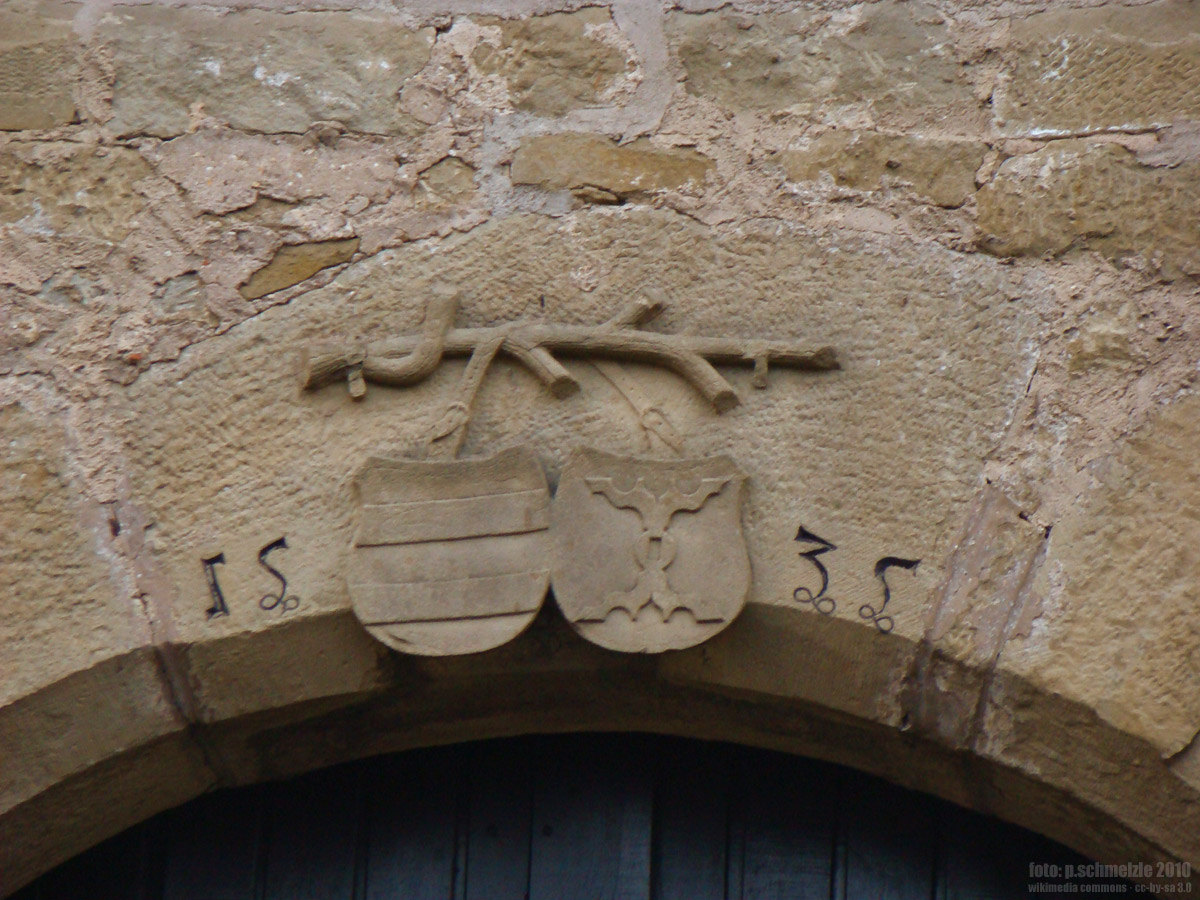
Allianzwappen Philipp von Gemmingen und Agnes Marschallkin von Ostheim von 1535 am Torbogen des Brückenhauses

Nachdem Fürfeld 1516 in den Besitz der Herren von Gemmingen gekommen war, fand unter Philipp von Gemmingen († 1544) ein Ausbau der mittelalterlichen Burg statt, der heute noch durch mehrere Bauinschriften und Allianzwappen Philipps und seiner Frau Agnes Marschalkin von Ostheim belegt ist. Das innere Portal des Schlosses ist auf 1519 datiert, das äußere Portal auf 1523 und der Torbogen über der Zugangsbrücke auf 1535. Pleikard von Gemmingen (1536–1594) ließ den zum Schloss gehörenden Seegarten ummauern und befestigen. Sein Name sowie der seiner Gemahlin Elisabeth von Nippenburg († 1581) waren auf einem heute nicht mehr erhaltenen Renaissanceportal von 1571 zu lesen, die Initialen der Eheleute befinden sich noch auf dem 1577 errichteten, Schießhäusle genannten Befestigungstürmchen des Seegartens. Durch den Seegarten verlief eine Teuchelleitung, die den Schlossbrunnen mit Wasser versorgte.
Aus dem Dreißigjährigen Krieg gibt es nur wenige Aufzeichnungen aus Fürfeld, jedoch hatte der Ort wie das gesamte Umland unter den Auswirkungen des Krieges zu leiden. 1622, im Umfeld der Schlacht bei Wimpfen, verbrannte die Schlossbibliothek.

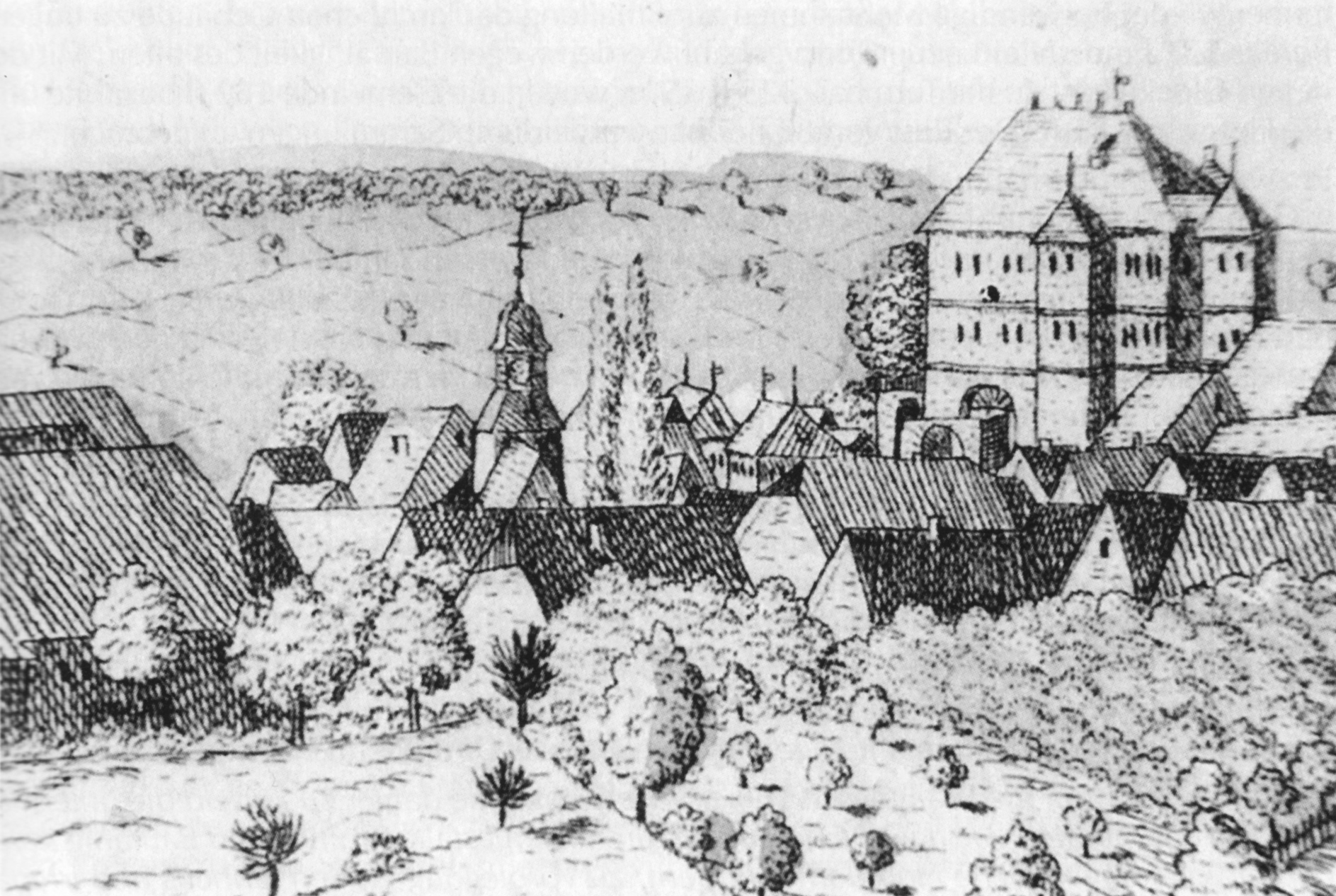
Die Ortsmitte von Fürfeld um 1820, Zeichnung von Christoph Ludwig Yelin

Im Pfälzischen Erbfolgekrieg wurde das Schloss 1693 durch französische Truppen zerstört. Der Wiederaufbau erfolgte ab 1706 unter Johann Dietrich von Gemmingen (1676–1757) und war trotz vom Bistum Worms genehmigten Frondiensten der Untertanen sehr kostspielig, da Johann Dietrich bereits 1707 verschiedene Rechte in Fürfeld, Bonfeld und Wagenbach verpfändete. Wohl auch aufgrund eines verschwenderischen Lebensstils kam es zu weiteren Verpfändungen, die sich unter Johann Dietrichs Enkel und Erben Johann Philipp Dietrich von Gemmingen (1729–1785) fortsetzten, so dass Burg und Ort Fürfeld schließlich von 1760 bis 1786 unter der Zwangsverwaltung des Ritterkantons Kraichgau standen, bevor Johann Dietrich von Gemmingen (1744–1805) die Führung des Hauses Fürfeld übernahm. Der Besitz am Schloss wurde zwischen seinen Nachkommen (Stuttgarter Linie) und denen seines Bruders Johann Philipp Dietrich (1729–1785) (Fürfelder Linie) aufgeteilt.
In den letzten Tagen des Zweiten Weltkriegs waren zunächst ein Oberleutnant und ein Kompanieführer im Schloss einquartiert. Die deutschen Truppen zogen kampflos ab, so dass der Ort und das Schloss vor Zerstörungen bewahrt blieben. Von 4. bis 11. April 1945 war das Schloss zur Unterbringung amerikanischer Truppen beschlagnahmt, anschließend wurden dort polnische und russische Ostarbeiter einquartiert, während der Schlossherr Dietrich von Gemmingen († 1955) im Pächterhaus unterkam. Es kam zu zahlreichen Auseinandersetzungen, nicht nur zwischen den Einquartierten und den Besitzern, sondern auch zwischen den unterschiedlichen Zwangsarbeiter-Nationalitäten. Die Feldscheune und der Stall des Schlossguts sowie der Keller des Pächterhauses wurden mehrfach geplündert. Nachdem bis zum 1. Mai 1945 die meisten Zivilarbeiter in Lager nach Weinsberg (Lager Weinsberg) und Heilbronn umverlegt worden waren, bezog bis zum 22. Mai abermals eine amerikanische Kompanie das Schloss. Danach konnte der Besitzer das Gebäude wieder beziehen, hatte jedoch bis mindestens Mai 1946 noch mehrfach Soldaten oder Vertriebenen Quartier zu bieten.

## Beschreibung

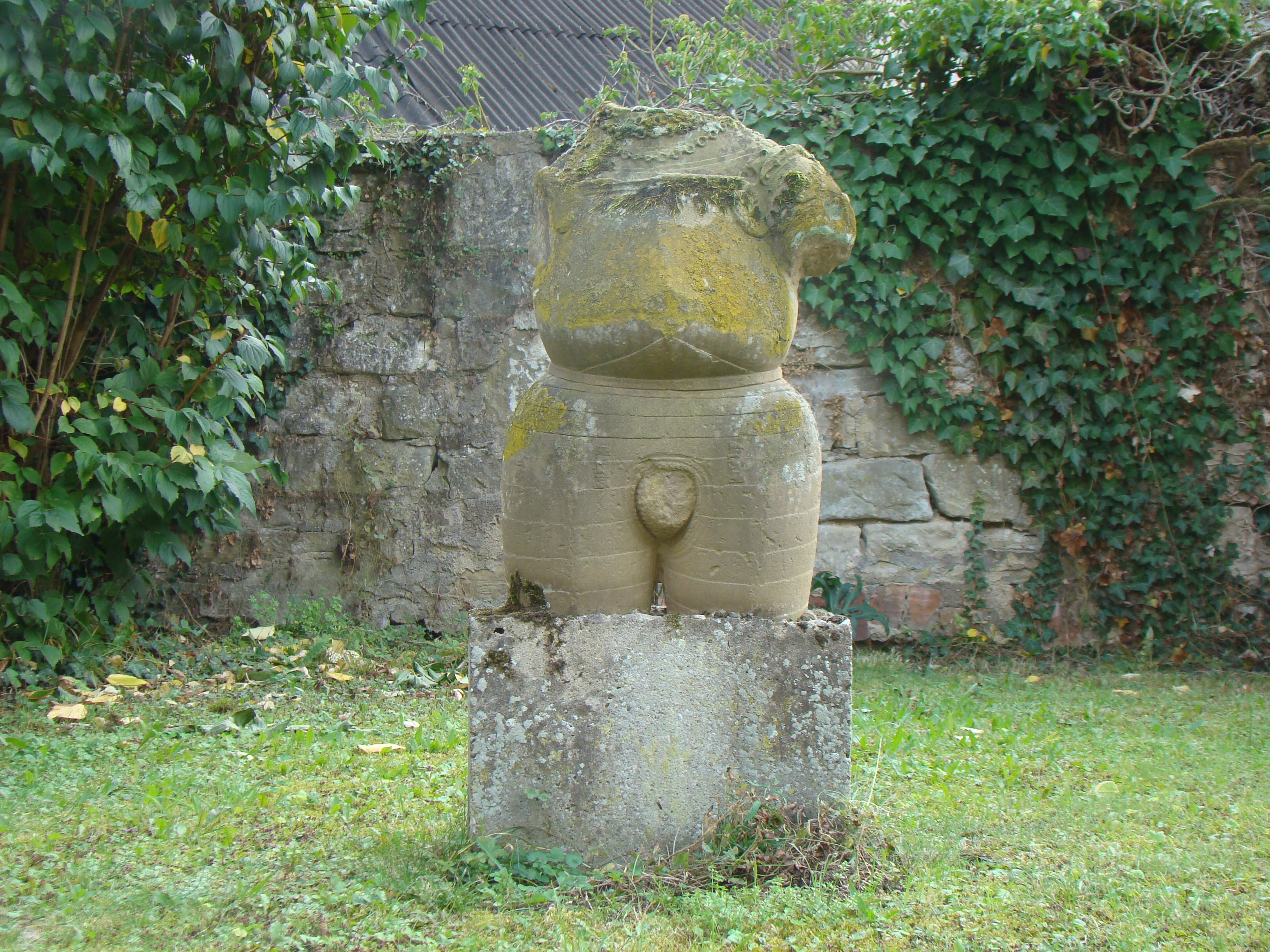
Relikt eines Ritterstandbilds im Vorhof

Schloss Fürfeld liegt im Südosten des historischen Ortskerns von Fürfeld auf einer leichten Anhöhe. Der Zugang zu dem dreigeschossigen Rechteckbau mit zwei freistehenden Ecktürmen erfolgt durch einen Brückentorbau von Nordwesten. Die drei Portale, die ins Schloss führen, stammen von 1519 (inneres Portal) bis 1535 (Brückentorportal). Bis auf eine Ecke im Süden zum einstigen Zimmerplatz hin ist das Schloss von einer massiven Mauer umgeben. Nach Osten schließt sich der noch teilweise ummauerte Seegarten mit dem Schießhäusle von 1577 an. Nördlich des Schlosses befindet sich das zum Schloss gehörende Hofgut mit Pächterwohnung und Ställen. Das Wohngebäude des Hofguts wurde 1752 errichtet.
Heute nicht mehr vorhandene Anlagenteile sind das einstmals nördlich des Hofguts gelegene Untere Schloss der Stuttgarter Linie der Familie von Gemmingen, die 1979 abgebrochene Zehntscheune am Zimmerplatz südlich des Schlosses, ein 1829 noch vorhandener weiterer Turm im Seegarten östlich des Schlosses sowie westlich des Schlosses gelegene weitere Stallungen.
Im Schlossgraben wurden Relikte der 1874 nach Fertigstellung der evangelischen Kirche zur Scheune umgebauten alten Fürfelder Kirche aufgestellt, darunter das Grabmal der Anna von Helmstatt geb. von Neuenstein († 1448), das Grabmal der Anna von Vellberg († 1471), die stark abgetretene Grabplatte der Elisabeth von Nippenburg († 1581), das Grabmal von Heinrich Otto von Gemmingen (1771–1831) und seiner Frau Elisabetha geb. Strauß (1777–1824) sowie das Grabmal des Posthalters Johannes Strauß († 1789). Im Lauf des Jahres 2012 wurden die Grabmale im Schlossgraben entfernt. In einem Gartenstück vor dem Schloss ist noch ein kleines Lapidarium mit Fragmenten von historischen Steinbildwerken und den Grabplatten der Anna von Vellberg und der Elisabeth von Nippenburg erhalten.